# Janíky
Janíky (Hongaars: Jányok) is een Slowaakse gemeente in de regio Trnava, en maakt deel uit van het district Dunajská Streda.
Janíky telt 861 inwoners.